# Vaux-sur-Seulles
Pour les articles homonymes, voir Vaux et Seulles (homonymie).
Vaux-sur-Seulles est une commune française, située dans le département du Calvados en région Normandie, peuplée de 322 habitants.

## Géographie
Vaux-sur-Seulles se situe à six kilomètres de Bayeux, dans le Bessin. La commune est traversée par la Seulles.
| Esquay-sur-Seulles       | Esquay-sur-Seulles | Esquay-sur-Seulles                            |
| Saint-Martin-des-Entrées | Vaux-sur-Seulles   | Moulins-en-Bessin (comm. dél. de Rucqueville) |
| Nonant                   | Carcagny           | Moulins-en-Bessin (comm. dél. de Martragny)   |

Le 1er janvier 2017, la commune passe de l'arrondissement de Caen à celui de Bayeux.

### Hydrographie
La commune est située dans le bassin Seine-Normandie. Elle est drainée par la Seulles et divers autres petits cours d'eau,.
La Seulles, d'une longueur de 72 km, prend sa source dans la commune de Dialan sur Chaîne et se jette  dans la baie de Seine à Courseulles-sur-Mer, après avoir traversé 31 communes. 

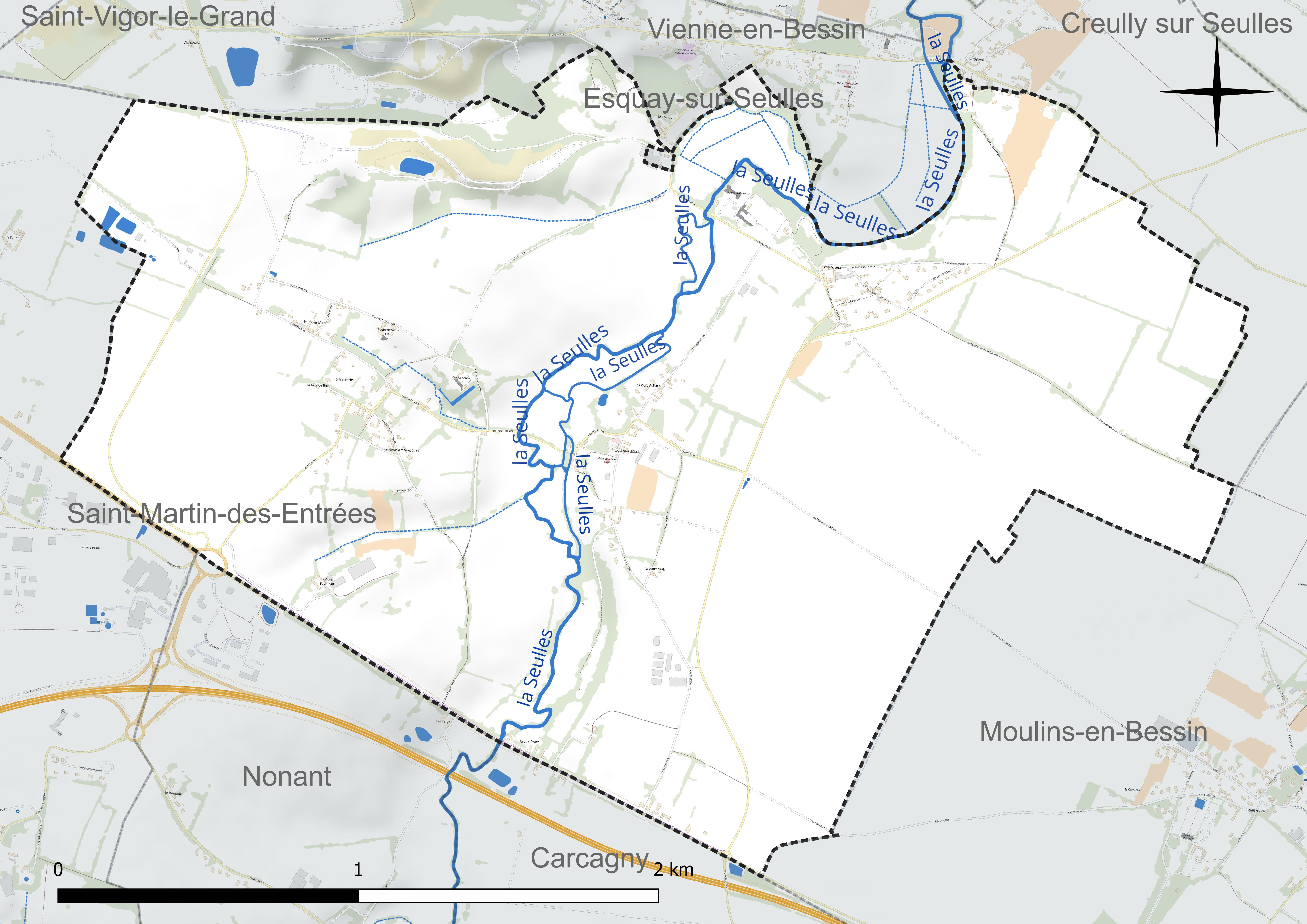
Réseau hydrographique de Vaux-sur-Seulles.

### Climat
Pour des articles plus généraux, voir Climat de la Normandie et Climat du Calvados.
En 2010, le climat de la commune est de type climat océanique altéré, selon une étude du CNRS s'appuyant sur une série de données couvrant la période 1971-2000. En 2020, Météo-France publie une typologie des climats de la France métropolitaine dans laquelle la commune est exposée à un climat océanique et est dans la région climatique  Normandie (Cotentin, Orne), caractérisée par une pluviométrie relativement élevée (850 mm/a) et un été frais (15,5 °C) et venté. Parallèlement le GIEC normand, un groupe régional d'experts sur le climat, différencie quant à lui, dans une étude de 2020, trois grands types de climats pour la région Normandie, nuancés à une échelle plus fine par les facteurs géographiques locaux. La commune est, selon ce zonage, exposée à un « climat des plateaux abrités », correspondant à la plaine agricole de Caen à Falaise, sous le vent des collines de Normandie et proche de la mer, se caractérisant par une pluviométrie et des contraintes thermiques modérées.
Pour la période 1971-2000, la température annuelle moyenne est de 10,8 °C, avec  une amplitude thermique annuelle de 11,6 °C. Le cumul annuel moyen de précipitations est de 746 mm, avec 12,3 jours de précipitations en janvier et 7,7 jours en juillet. Pour la période 1991-2020, la température moyenne annuelle observée sur la station météorologique la plus proche, située sur la commune de Carpiquet à 16 km à vol d'oiseau, est de 11,5 °C et le cumul annuel moyen de précipitations est de 740,3 mm,. Pour l'avenir, les paramètres climatiques de la commune estimés pour 2050 selon différents scénarios d'émission de gaz à effet de serre sont consultables sur un site dédié publié par Météo-France en novembre 2022.

## Urbanisme

### Typologie
Au 1er janvier 2024, Vaux-sur-Seulles est catégorisée commune rurale à habitat dispersé, selon la nouvelle grille communale de densité à 7 niveaux définie par l'Insee en 2022.
Elle est située hors unité urbaine. Par ailleurs la commune fait partie de l'aire d'attraction de Caen, dont elle est une commune de la couronne,. Cette aire, qui regroupe 296 communes, est catégorisée dans les aires de 200 000 à moins de 700 000 habitants,.

### Occupation des sols
L'occupation des sols de la commune, telle qu'elle ressort de la base de données européenne d'occupation biophysique des sols Corine Land Cover (CLC), est marquée par l'importance des territoires agricoles (94,7 % en 2018), en diminution par rapport à 1990 (97,4 %). La répartition détaillée en 2018 est la suivante :
terres arables (64,3 %), prairies (30,4 %), mines, décharges et chantiers (4,1 %), zones urbanisées (0,8 %), zones industrielles ou commerciales et réseaux de communication (0,4 %). L'évolution de l'occupation des sols de la commune et de ses infrastructures peut être observée sur les différentes représentations cartographiques du territoire : la carte de Cassini (XVIIIe siècle), la carte d'état-major (1820-1866) et les cartes ou photos aériennes de l'IGN pour la période actuelle (1950 à aujourd'hui).

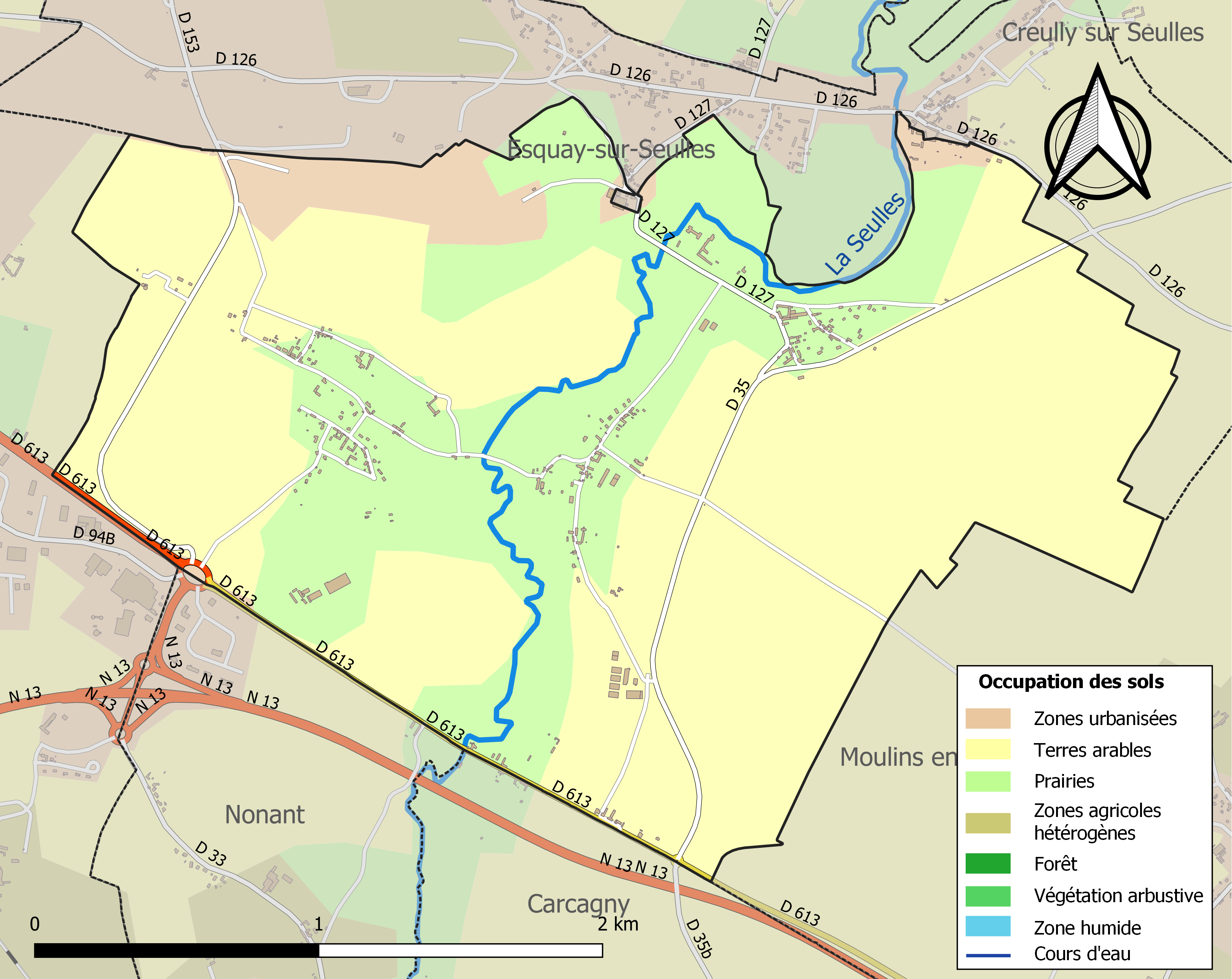
Carte des infrastructures et de l'occupation des sols de la commune en 2018 (CLC).

Une carte de Vaux-sur-Seulles, disponible en 2022 sur le site des archives en ligne du Calvados, date de 1763 et elle a été levée par ordre de l'abbesse de l'abbaye de la Sainte-Trinité de Caen.

## Toponymie
Le nom de la localité est attesté sous les formes Valles super Seullam au XIe siècle, Vax et Vaxum super Seullam en 1137, Vaus super Seullam en 1252, Vaus sur Seulles en 1277, Walles supra Seullam en XIVe siècle, Vaux sur Seulles en 1371.
Vaux est le pluriel de val, vallée.
La Seulles, fleuve côtier, traverse le territoire communal.
Le gentilé est Vaussois.

## Histoire
En 1639 / 1640, La seigneurie de Vaux-sur-Seulles, de la sergenterie de Creully, se partage entre Estienne de Grimouville et René d'Escageul. A cette date la seigneurie de Vaux-sur-Seulles appartient à la vicomté de Bayeux.
Dans la dite paroisse, de Vaux sur Seulle, René d'Escageul rend hommage pour le noble fief et seigneurie de Vaux-Meautis, "et qui s'étend en d'autres paroisses mouvant, et relevant du Roy notre Sire, à cause de la châtellenie de Caen pour un fief de Haubert".
En 1778, un camp militaire est dressé en Bessin sur ordre de Louis XVI. Une troupe de 30 000 soldats commandés par le duc de Broglie, a pour objectif de dissuader les Anglais de faire des incursions sur les côtes françaises. Le château de Vaussieux est le siège du quartier général de ce qui deviendra le "Camp de Vaussieux".

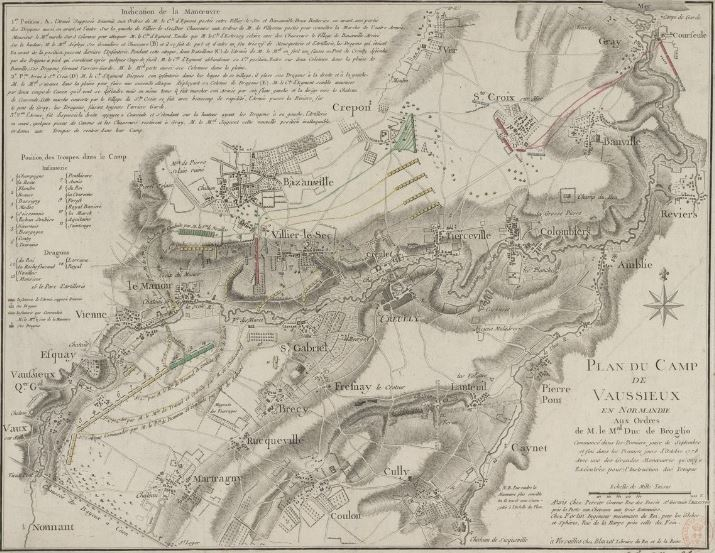
Camp de Vaussieux -

En 1827, Vaux-sur-Seulles (405 habitants en 1821) absorbe Vaussieux (75 habitants).
Vaux-sur-Seulles est traversée le 06 juin 1944 à 19h50 par le 6th Battalion Durham Light Infantry.
Le 07 juin 1944 à 15h00 le Capt. PG Hampston et le Lt Gibson, du 8th Battalion Durham Light Infantry, patrouillent dans les bois de Vaux-sur-Seulles pour les nettoyer de tireurs d'élite allemands.
Le 14 juin 1944, est construit, sur la partie sud-est de la commune, l'aérodrome avancé B7 par le 16th ACG Royal Engineers qui accueillera à partir du 24 juin 1944 le no 133 Wing RAF qui partira le 16 juillet. Il sera remplacé par le no 123 Wing RAF le jour même jusqu'à son départ début septembre 1944.

## Politique et administration

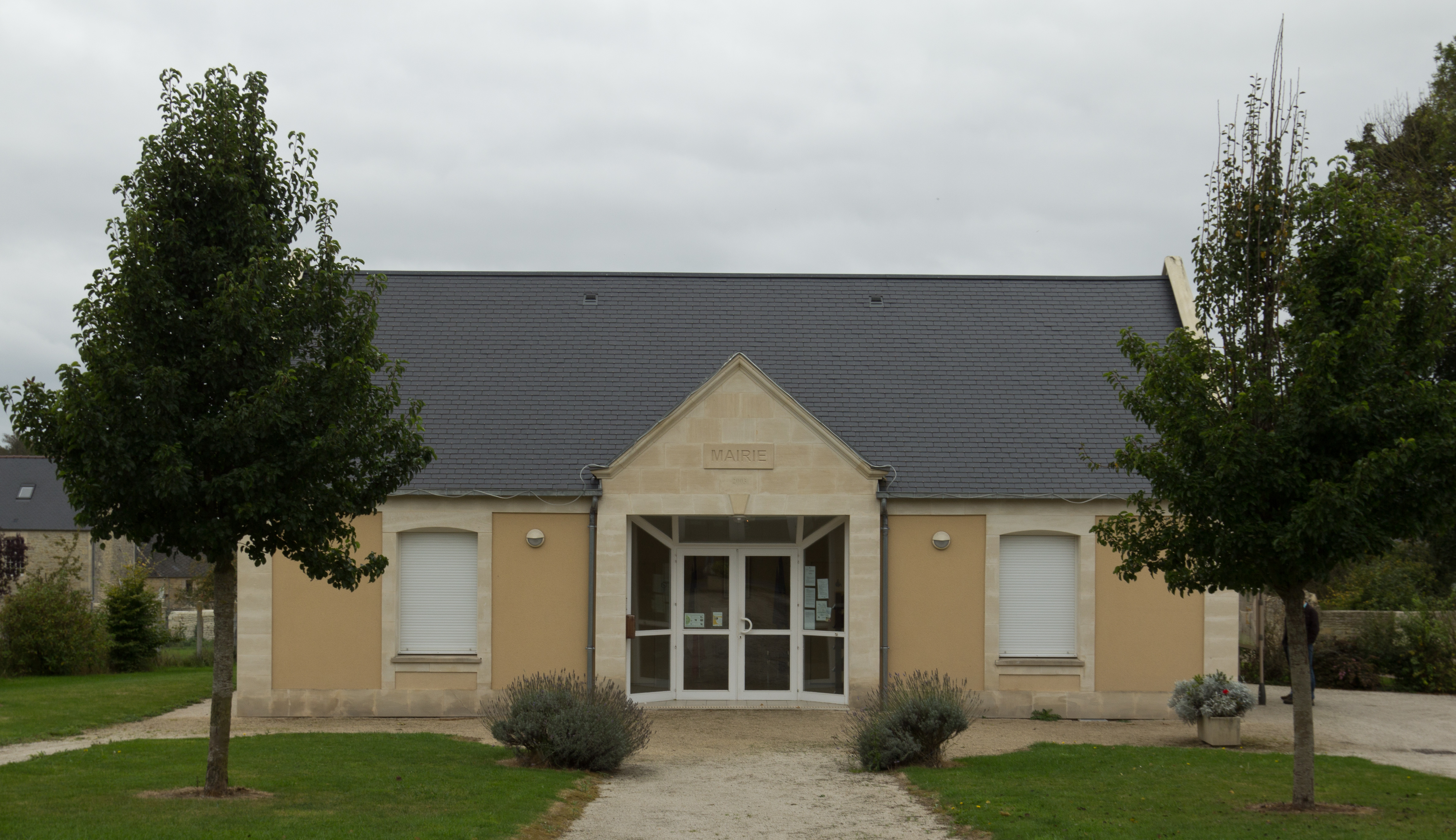
La mairie de Vaux-sur-Seulles.

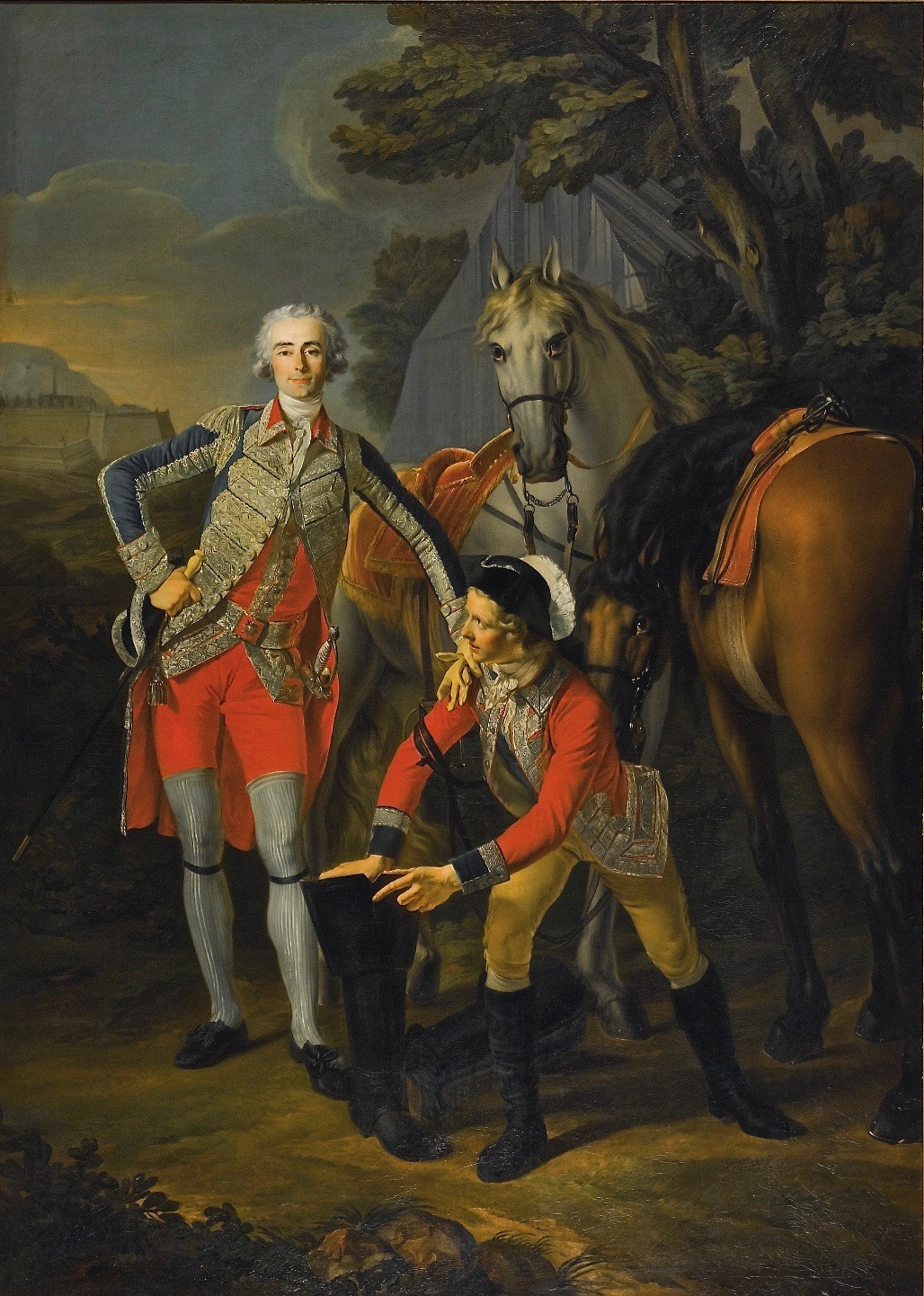
Charles Grant, vicomte de Vaux - édile de Vaux en 1789.

| Période                                  | Période    | Identité                                  | Étiquette | Qualité                  |
| ---------------------------------------- | ---------- | ----------------------------------------- | --------- | ------------------------ |
| 1789                                     |            | Charles Grant                             |           | Vicomte de Vaux,         |
| 1791                                     |            | Baptiste Bernard                          |           |                          |
| 1791                                     |            | François Planchon                         |           | Docteur en droit à Caen  |
| 1791                                     |            | Robert François Dusquesnoy de l'Orme      |           |                          |
| 1793                                     |            | Jean-Baptiste Demarez                     |           |                          |
| 1793                                     |            | Louis Lefort                              |           |                          |
| 1799                                     |            | Jean-Baptiste Viel                        |           |                          |
| 1799                                     | 1800       | François Planchon                         |           | Docteur en droit à Caen  |
| 1800                                     | 1803       | Pierre Langin                             |           |                          |
| 1803                                     | 1816       | M. Boullard                               |           |                          |
| 1816                                     | 1830       | Armand François Olivier Duhamel de Vailly |           |                          |
| 1830                                     | 1836       | Jean-Baptiste Prosper Gouët               |           |                          |
| 1836                                     | 1866       | Jean Édouard du Buisson                   |           |                          |
| 1866                                     | 1885       | Abel Besongnet                            |           | Agriculteur              |
| 1885                                     | 1888       | Gustave Vauquelin                         |           |                          |
| 1888                                     | 1903       | Fernand Bonnefoy du Charmel               |           | Baron                    |
| 1903                                     | 1938       | Olivier de Gourmont                       |           | Marquis                  |
| 1938                                     | 1947       | Léopold Prosper                           |           | Marchand boucher à Paris |
| 1947                                     | 1953       | Alfred Guillebert                         |           |                          |
| 1953                                     | 1954       | Lucien Le Gall                            |           |                          |
| 1954                                     | 1956       | Léon Dalmassie                            |           | Agriculteur              |
| 1956                                     | 1965       | Jean Le Courtois du Manoir                |           | Capitaine de Frégate     |
| 1965                                     | 1977       | Philippe Surre                            |           |                          |
| 1977                                     | 1995       | Raymond Féret                             |           | Agriculteur              |
| 1995                                     | avril 2014 | Henriette Hurault                         | SE        |                          |
| avril 2014                               | En cours   | Sylvie Boust                              | SE        | Éleveuse d'ânes          |
| Les données manquantes sont à compléter. |            |                                           |           |                          |

## Démographie
L'évolution du nombre d'habitants est connue à travers les recensements de la population effectués dans la commune depuis 1793. Pour les communes de moins de 10 000 habitants, une enquête de recensement portant sur toute la population est réalisée tous les cinq ans, les populations de référence des années intermédiaires étant quant à elles estimées par interpolation ou extrapolation. Pour la commune, le premier recensement exhaustif entrant dans le cadre du nouveau dispositif a été réalisé en 2004.
En 2022, la commune comptait 322 habitants, en évolution de +6,62 % par rapport à 2016 (Calvados : +1,58 %, France hors Mayotte : +2,11 %).
Vaux-sur-Seulles a compté jusqu'à 515 habitants en 1831 (premier recensement après la fusion avec Vaussieux). Les deux communes totalisaient cependant 530 habitants en 1793 (respectivement 389 et 141 habitants).
| 1793 | 1800 | 1806 | 1821 | 1831 | 1836 | 1841 | 1846 | 1851 |
| ---- | ---- | ---- | ---- | ---- | ---- | ---- | ---- | ---- |
| 389  | 352  | 430  | 405  | 515  | 492  | 497  | 451  | 483  |

| 1856 | 1861 | 1866 | 1872 | 1876 | 1881 | 1886 | 1891 | 1896 |
| ---- | ---- | ---- | ---- | ---- | ---- | ---- | ---- | ---- |
| 471  | 444  | 466  | 443  | 411  | 381  | 368  | 371  | 328  |

| 1901 | 1906 | 1911 | 1921 | 1926 | 1931 | 1936 | 1946 | 1954 |
| ---- | ---- | ---- | ---- | ---- | ---- | ---- | ---- | ---- |
| 286  | 305  | 314  | 275  | 253  | 226  | 242  | 281  | 299  |

| 1962 | 1968 | 1975 | 1982 | 1990 | 1999 | 2004 | 2006 | 2009 |
| ---- | ---- | ---- | ---- | ---- | ---- | ---- | ---- | ---- |
| 281  | 230  | 248  | 286  | 332  | 322  | 318  | 309  | 293  |

| 2014 | 2019 | 2022 | - | - | - | - | - | - |
| ---- | ---- | ---- | - | - | - | - | - | - |
| 299  | 312  | 322  | - | - | - | - | - | - |

## Lieux et monuments
- Église Saint-Pierre (XIIe siècle).
- Château de Vaussieux, élevé à la fin du XVIIIe siècle.
- Château de Vaux (XVIIe siècle).
- Manoir Saint-Clair (première moitié du XVe siècle).

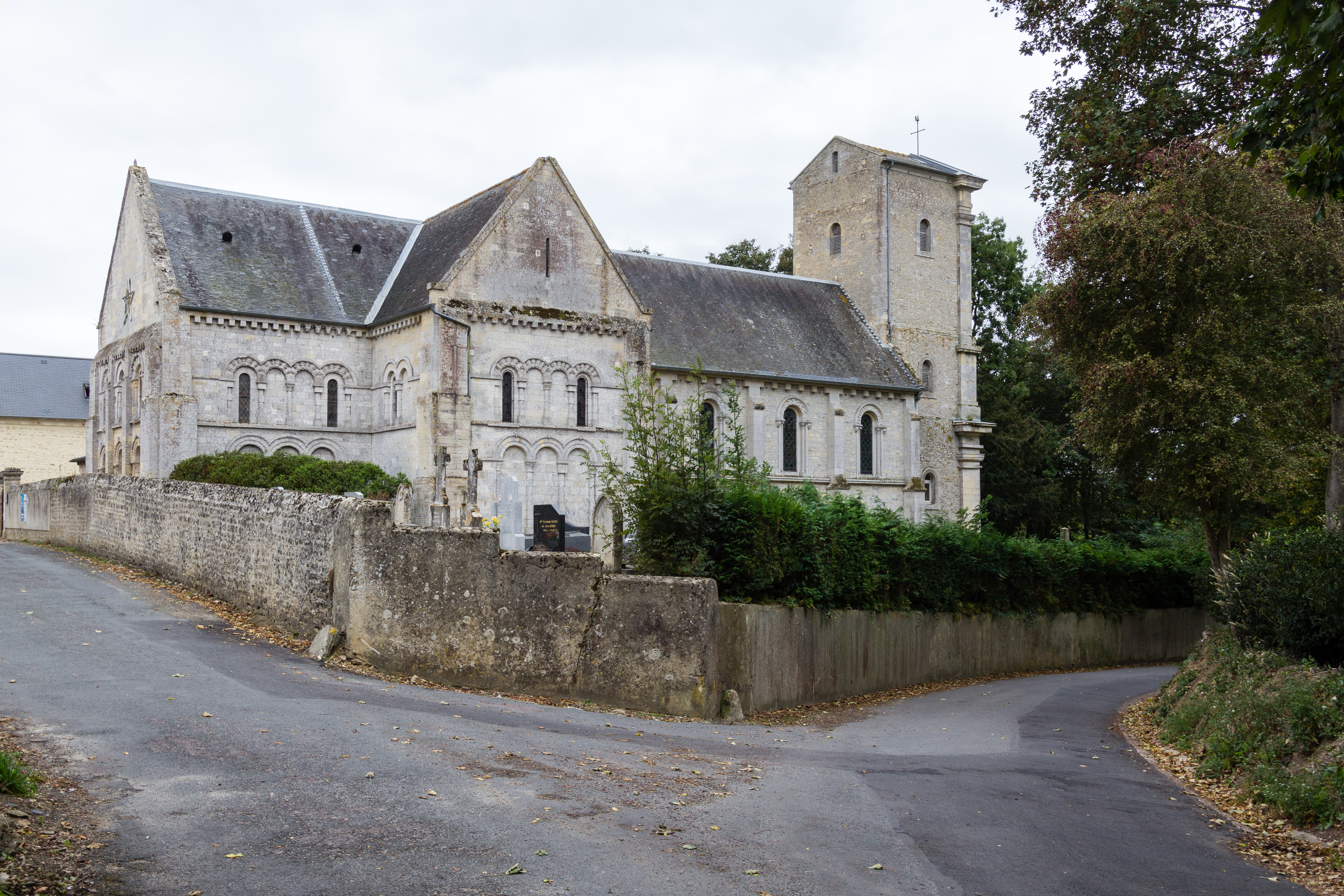
L'église Saint-Pierre.
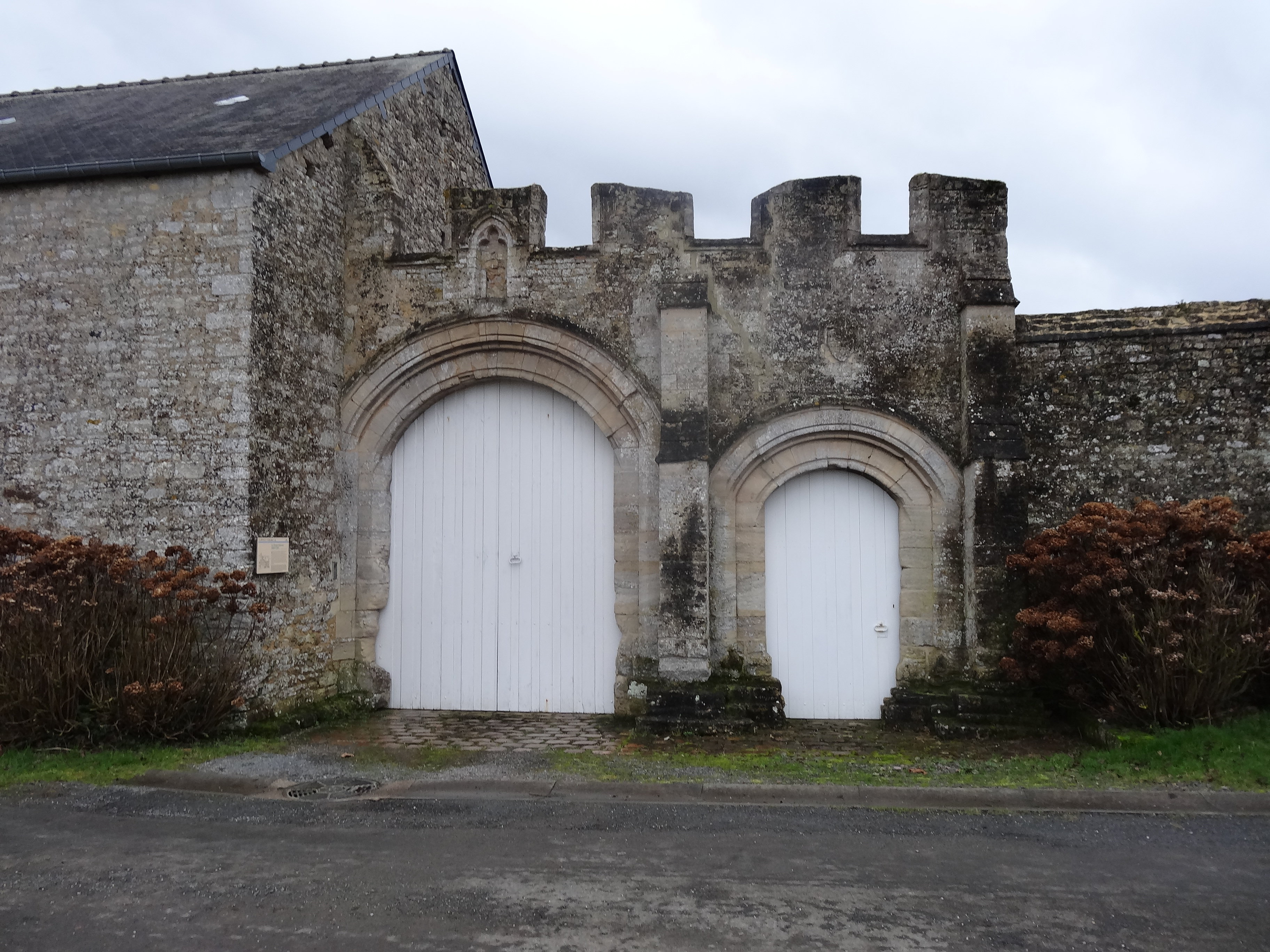
Le portail du manoir Saint-Clair.